# SBB Re 4/4 II
Die Re 4/4II oder Re 420 sind Universal-Elektrolokomotiven der SBB und kommen dementsprechend vor allen Kategorien von Reisezügen wie auch Güterzügen zum Einsatz. Schwere Züge werden in Doppeltraktion befördert, schwere Güterzüge häufig zusammen mit Re 6/6.
Die Re 4/4II ist mit 277 abgelieferten Lokomotiven die bisher grösste Triebfahrzeugserie in der Schweiz. Die Re 4/4II wurde während 21 Jahren von 1964 bis 1985 gebaut und in Verkehr gesetzt.
Alle Lokomotiven sind mit der Vielfachsteuerung VST IIId ausgerüstet.

## Vorgeschichte
Mit dem Aufkommen der Ae 6/6 am Gotthard war eine schnelle und leistungsfähige Lokomotive für Schnellzüge verfügbar. Auf anderen Strecken war diese Zugskategorie oft in den Händen der Ae 4/7. Nachteilig erwies sich dabei die geringe Höchstgeschwindigkeit von 100 km/h und die Unmöglichkeit, in der Zugreihe R mit höheren Kurvengeschwindigkeiten zu verkehren. Andererseits waren die Leichtlokomotiven Re 4/4I und die seit 1959 in Betrieb gesetzten RBe 4/4 mit schweren Schnellzügen bis an die Grenze gefordert.
Deshalb schrieben die SBB die Entwicklung einer Universallokomotive aus, die mit der Achsfolge Bo’Bo' auf dem ganzen Streckennetz mit Zugreihe R eingesetzt werden konnte. Das Konsortium SLM/BBC/MFO/SAAS gewann die Ausschreibung und antwortete auf die Anforderungen mit sechs bulligen Prototypen, die im Design an die Ae 6/6 angelehnt waren.
Das 80 Tonnen schwere Gefährt mit einer Leistung von 4700 kW erfüllte die Erwartungen der Besteller. Die Lokomotiven wurden zunächst mit der Bezeichnung Bo’Bo’ in Betrieb gesetzt. Bis dahin waren Triebfahrzeuge mit einer Achslast über 16 t von der Zulassung zur Zugreihe R ausgeschlossen. Nach umfangreichen Versuchsfahrten wurde diese Zulassung aber erteilt und die Loks als Re 4/4II bezeichnet (In der Folge konnten dann auch die Ae 4/4II der BLS zu Re 4/4 umgezeichnet werden). In Eisenbahnerkreisen blieb die Bezeichnung BoBo bis heute.

## Konstruktion

### Mechanische Konstruktion
Die Re 4/4II ist eine vierachsige, viermotorige Lokomotive auf zwei Drehgestellen. Die Radsätze sind über Schraubenfedern am Drehgestellrahmen abgestützt. Das Drehgestell ist sekundär mit Schraubenfedern (ursprünglich Gummifedern) tief angehängt am Lokomotivkasten abgestützt.
Die Zugkraftübertragung erfolgt über Tiefzugstangen von den Drehgestellen an den Lokomotivkasten.
Um einen besseren Kurveneinlauf des nachlaufenden Drehgestells zu ermöglichen, wurde zwischen den zwei Drehgestellen eine elastische Querkupplung eingebaut.

### Elektrische Konstruktion
Die Re 4/4II besitzt eine impulsgesteuerte Stufenschaltersteuerung, die auf dem Auf-Ab-Prinzip beruht. Die halbautomatische Steuerung ist mit Strombegrenzungsrelais ausgerüstet. Die Relais bewirken die Maximalausnützung der verfügbaren Zugkraft. Bei Stillstand der Lokomotive (Nullstellung) zeigt der Fahrschalterhebel waagrecht. Um zu beschleunigen, schiebt ihn der Lokführer nach vorne, um zu bremsen nach hinten.

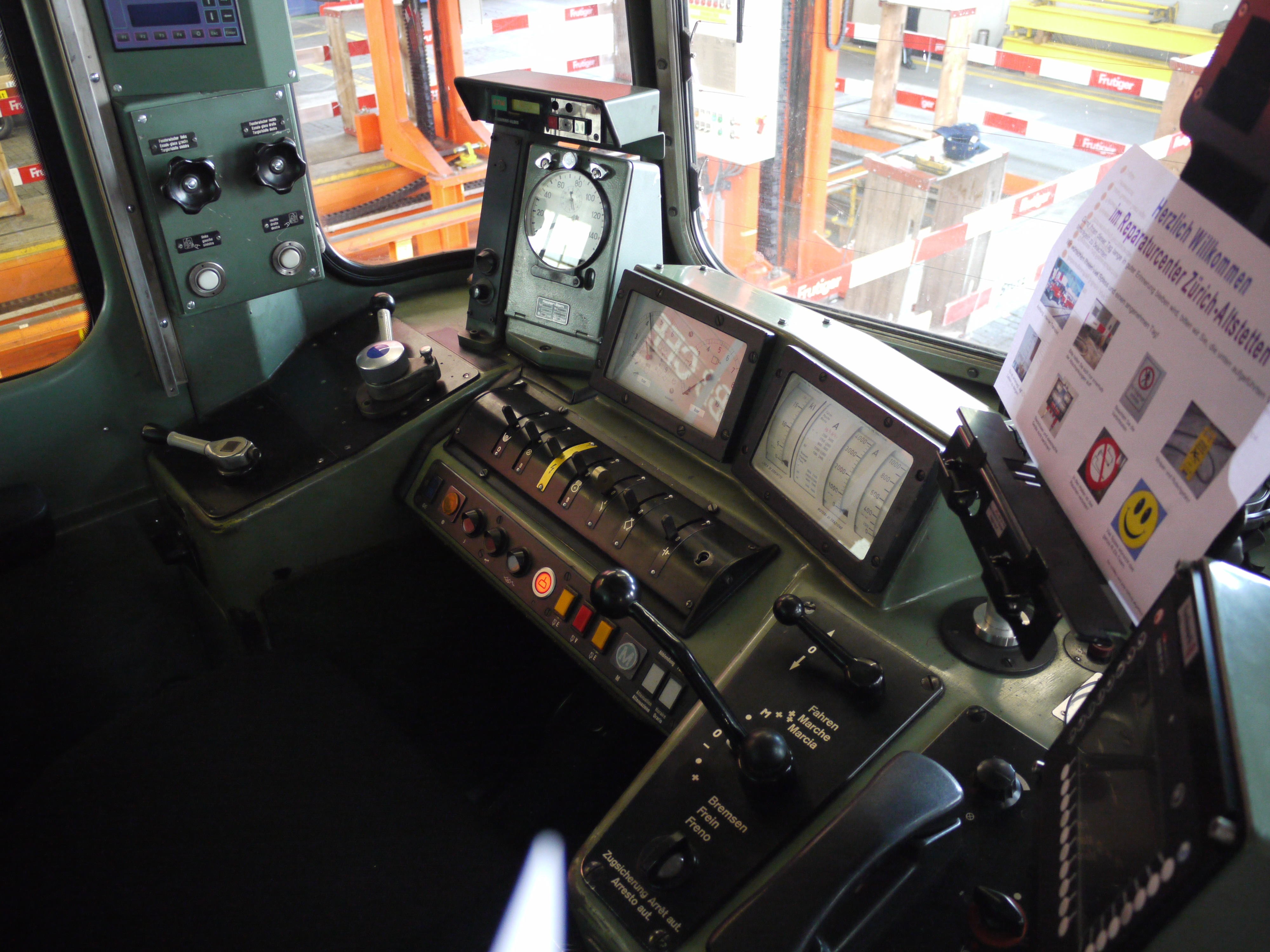
Bedienpult im Führerstand
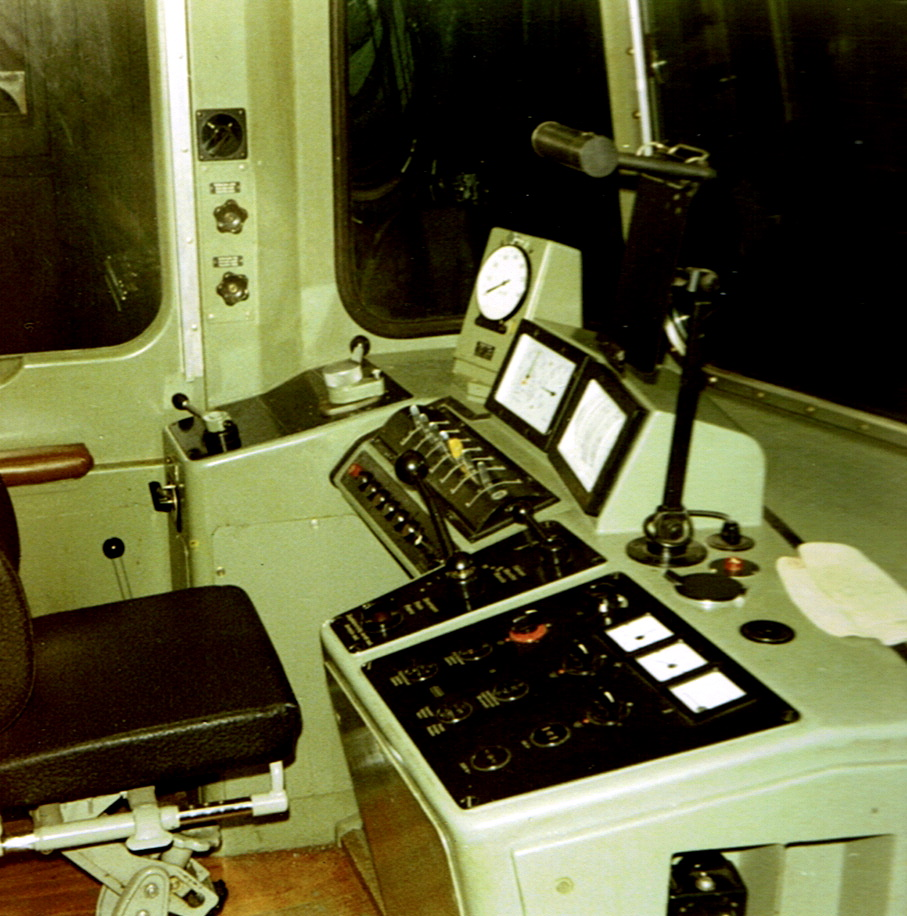
Anordnung des Fahrschalters im Führerstand
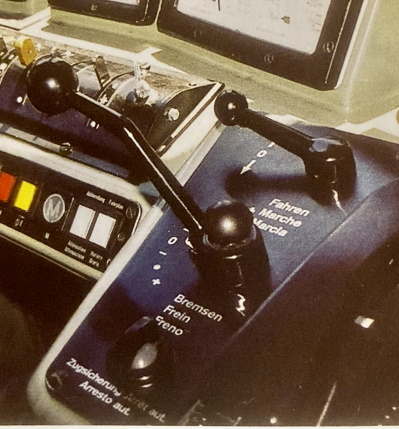
Fahrschalterhebel einer Re 4/4-II im Führerpult

Die gleiche Steuerung wird in den Triebfahrzeugen der SBB (RBe 4/4, Re 4/4II und Re 6/6) und der Privatbahnen verwendet, so dass diese untereinander problemlos in Vielfachsteuerung einsetzbar sind.
Die Regelung erfolgt auf der Hochspannungsseite des Transformators mit 32 Fahrstufen auf die vier Wechselstrommotoren. Der vierzylindrige Luftmotor wird mit dem Fahrschalter über ein elektronisches Steuergerät bedient. Zum elektrisch bremsen sind 18 Bremsstufen vorhanden. Beim Bremsen wird der Wendeschalter auf Bremsen umgestellt. Ein Motor wird als Erreger geschaltet. Die Bremsenergie der anderen drei Motoren wird rekuperiert.
Der Prototyp 11206 wurde in Anlehnung an die Re 4/4 der BLS mit Gleichrichtern ausgerüstet, die Motoren als Wellenstrommotoren betrieben. Die Zugkraft erhöhte sich dadurch nur unwesentlich, deshalb wurde das Projekt nicht weiter verfolgt und das Fahrzeug den anderen angepasst.

## Verwandte Lokomotiven
Die Re 4/4III weichen von den Re 4/4II insofern ab, dass sie eine andere Fahrmotorübersetzung haben, wodurch die Höchstgeschwindigkeit auf 125 km/h begrenzt ist. Sie erreichen dafür eine höhere Stundenzugkraft von 200 kN gegenüber 170 kN einer Re 4/4II. Eine Lokomotive wurde 1967 an die Schweizerische Südostbahn (SOB) geliefert (Re 4/4 41) und in der Folge auch am Gotthard erprobt. Die SBB nahmen 1971 zwanzig Lokomotiven in Betrieb, wovon drei zwischen 1983 und 1985 an die SOB verkauft wurden. Alle vier SOB-Maschinen gingen zwischen 1994 und 1996 (wieder) an die SBB und die SOB erhielt dafür die vier pendelzugfähigen Re 4/4IV-Prototypen. Fünf Re 4/4III wurden von der EBT-Gruppe beschafft.
Ähnlich im mechanischen Aufbau wie auch im optischen Eindruck sind die Ge 4/4II der Rhätischen Bahn.

## Lokvarianten der Re 4/4II

### Bauserien

#### Prototypen

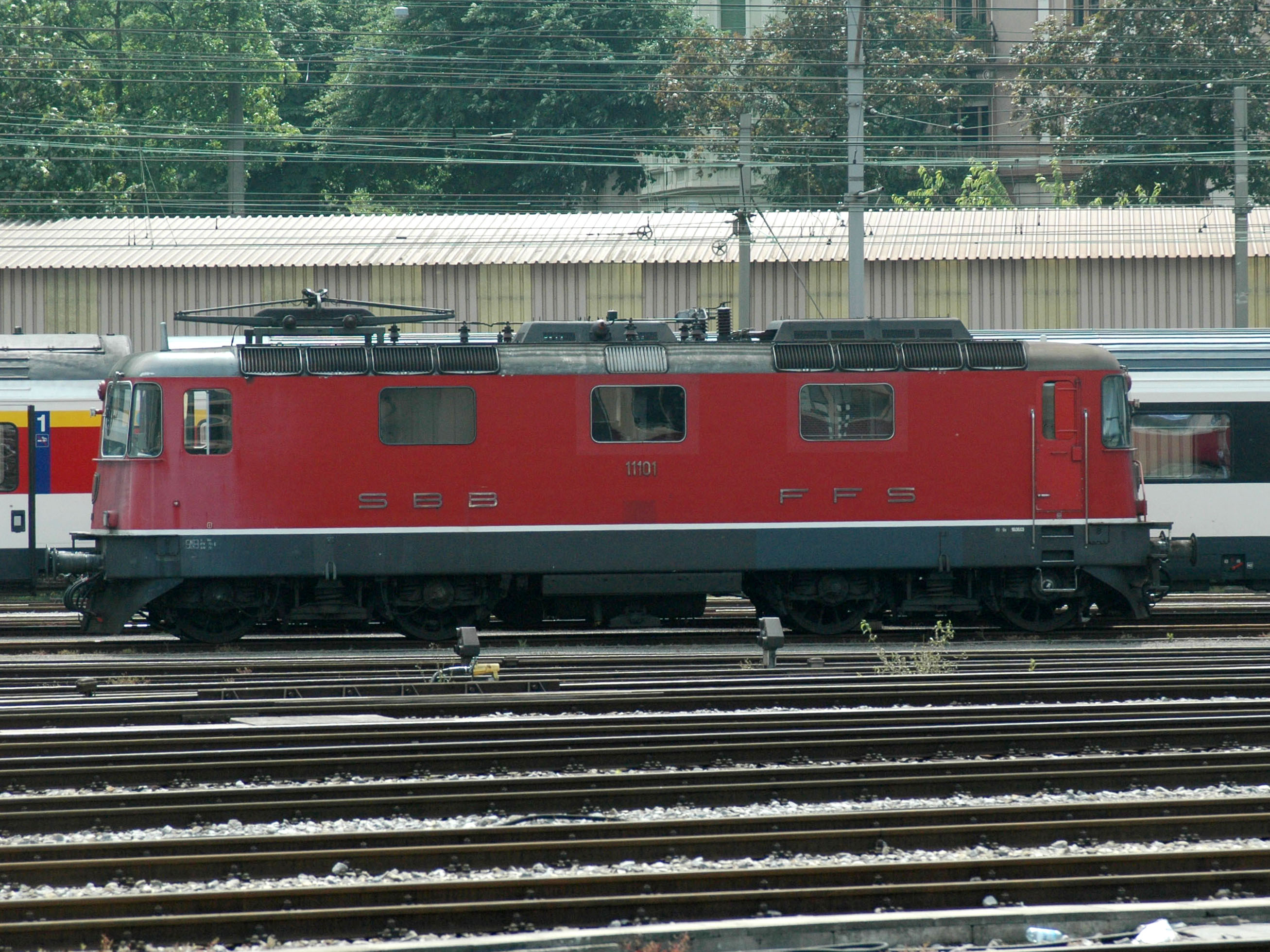
SBB Re 4/4 II 11101 in Basel (Prototyp, u. a. erkennbar an der weiter unten angebrachten Beschriftung)

Die Prototyplokomotiven (11101–11106, ursprünglich 11201–11206) weisen nur einen Stromabnehmer auf (ursprünglich Scherenstromabnehmer) und hatten anfänglich auf den Seitenwänden keinen weissen Zierstreifen (analog Ae 6/6). Bei den Prototypen ist deshalb der Schriftzug SBB-CFF bzw. SBB-FFS auf der Seitenwand tiefer unten angebracht als bei den Serienloks. Zudem sind die drei Fenster in der Seitenwand etwas kleiner und näher zusammen als bei den Serienloks.

#### 1. Serie
Die Lokomotiven der ersten Bauserie (11107–11155) weisen wie die Prototypen nur einen Stromabnehmer auf, sie sind allerdings um 10 cm länger als die Prototypen.

#### 2. Serie
Die Lokomotiven der zweiten Serie (11156–11349 und 11371–11397) haben zwei Einholmstromabnehmer und sind mit 15'410 mm (bei gleichem Drehgestellabstand) einen halben Meter länger als die Lokomotiven der 1. Serie. Die Stirnwände der Lokomotiven der 2. Serie sind etwas stärker geneigt als diejenigen der 1. Serie.
Ganz korrekt besteht die 2. Serie aus mehreren Unterserien. Abgesehen von der Übersetzung der Re 4/4 III unterscheiden sich die Lokomotiven bis 11349 nicht voneinander, die 6. Serie (ab 11371) wurde mit Vollrädern anstelle der bandagierten Räder früherer Serien gebaut. Anstelle von 2. bis 6. Serie wird auch von 3. bis 7. Bestellungtranche gesprochen. Die 2. Serie (3. Bestellung von 1966/67) umfasst die Lokomotiven 11156–11215. Die 3. Serie (4. Bestellung von 1968) aus den Re 4/4 II 11216–11254 und Re 4/4 III 11351–11370. Die 4. Serie (5. Bestellung von 1970) umfasst die 11255–11304. Jeweils an die 2. und 3. Serie folgten die Anschlussbestellungen der MThB und EBT-Gruppe. Die 5. Serie (6. Bestellung von 1979) umfasst die 11305–11349. Die 6. Serie (7. Bestellung von 1981) umfasst die 11371–11397. Die 5. und 6. Serie wurden erst nach einer Unterbrechung zwischen 1981 und 1984 ausgeliefert – dazwischen wurde auch der Nachfolger Re 4/4IV ausgeliefert.
Bis zur 11376 waren die Lokomotiven ab Werk grün, die 11377 bis 11397 wurden bereits ab Werk feuerrot lackiert. Dieser Anstrich wurde später auch bei Neulackierungen der meisten anderen Loks angewandt.

### Varianten und Umbauten

#### Rangierausführung
- Re 4/4II 11101

Diese Lokomotive wurde 2006 mit einem Feingeschwindigkeitsmesser (0–40 km/h) ausgerüstet und wurde in Basel in der Unterhaltsanlage (Aussenreinigungsanlage usw.) für den Verschub der Züge verwendet. Es handelte sich um die letzte Prototyplokomotive, die den SBB gehörte. Sie konnte weiterhin für den Streckendienst verwendet werden, da sie mit ZUB und ETM ausgerüstet war. Die 11101 war im Mai 2013 remisiert, offiziell per 1. Mai 2014 ausrangiert und wurde am 22. April 2015 im Birmensdorf abgebrochen.
- Re 4/4II 11120

Diese Maschine wurde im Dezember 2007, wie die 11101, für Verschubdienste in der Unterhaltsanlage Basel mit Feingeschwindigkeitsmesser versehen. Auch sie behielt ZUB, ETM und Zulassung für den Streckeneinsatz. Sie wurde im Juni 2019 abgebrochen.

#### Swiss-Express-Lokomotiven

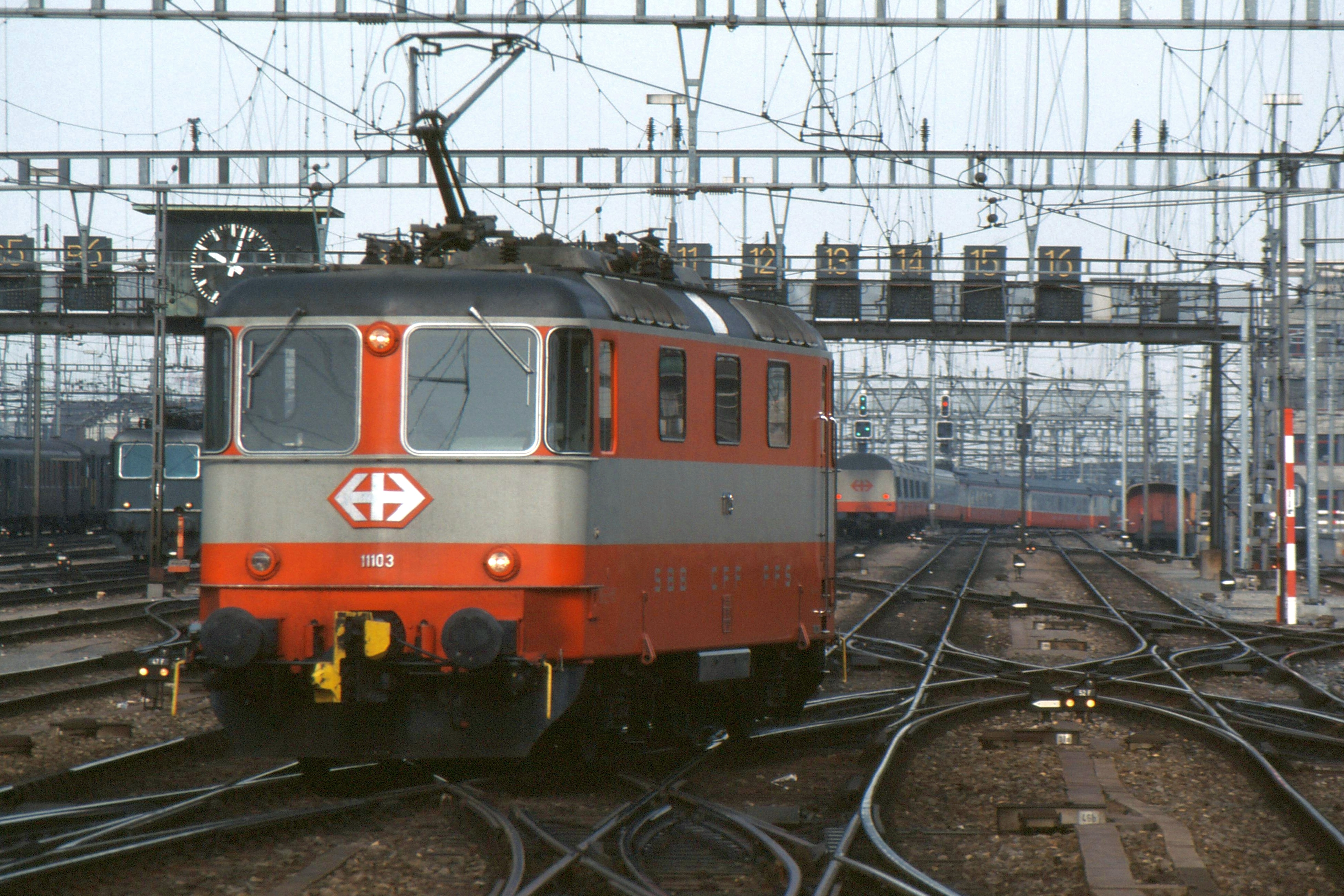
Re 4/4 II 11103 HB Zürich

- Re 4/4II 11103, 11106, 11108, 11109, 11112, 11113, 11133, 11141

Für die Führung der mit automatischer Kupplung ausgelieferten Swiss-Express-Wagen musste eine Anzahl Lokomotiven entsprechend angepasst werden. Zwar waren die Lokomotiven der späteren Serien (ab 11220, aber ohne 11236-38) bereits ab Werk für die Aufnahme der UIC-Kupplung vorbereitet; da diese aber zum fraglichen Zeitpunkt noch nicht zur Verfügung standen, mussten einige Loks eigens für den Swiss-Express umgebaut werden. Sie erhielten einen verlängerten Stossbalken, neue Kupplungen, sowie den passenden Anstrich in den Swiss-Express-Farben Orange-Steingrau-Orange. Ausserdem tragen sie anstelle des Schweizerkreuzes das damals neu eingeführte SBB-Signet. Die Länge über Puffer betrug danach 15'570 statt 15'410 mm. Die automatische Kupplung überragte die Puffer, was eine Gesamtlänge von 16'030 mm ergab. Mit der Adaptierung der Einheitswagen III für Pendelzugbetrieb erhielten die Enden der Kompositionen normale Schraubenkupplungen, in der Folge auch die Lokomotiven.
Anlässlich grösserer Revisionen erhielten die Lokomotiven 11112, 11113 und 11133 einen roten Anstrich; Nr. 11103 und 11106 wurden von der BLS übernommen und silber-blau-grün lackiert. Die 11141 behielt den Swiss-Express-Anstrich und wurde Anfang Oktober 2007 abgestellt und seither als Heizlok verwendet. Nach einer Hauptuntersuchung in Bellinzona ist die Maschine seit Herbst 2009 in der roten Lackierung der Serie wieder im Einsatz. Lokomotive 11109 ist nach wie vor mit orangem Anstrich in Betrieb, Lokomotive 11108 war seit dem 25. September 2020 wegen abgelaufener Fristen abgestellt, wurde zunächst im SBB Historic Depot in Olten aufbewahrt, ist nun Eigentum von SBB Historic und befindet sich seit dem 21. Januar 2025 vor dem Verkehrshaus Luzern. Lokomotive 11133 ist als ICN-Verschublok in der Hauptwerkstätte Yverdon und hat einseitig einen zusätzlichen Balken mit automatischer Kupplung anstatt der Schraubenkupplung und Puffer.

#### Lindau-Lokomotiven
- Re 4/4II 11195-11200, ursprünglich 11196-11201 (1969–2006)

Um die Schnellzüge und später EuroCity-Züge Zürich–München ohne Lokwechsel bis Lindau befördern zu können, wurden sechs Lokomotiven mit einer breiten Stromabnehmerpalette nach der DB/ÖBB-Norm ausgestattet. Damit diese in der Schweiz nicht ins Lichtraumprofil ragt, musste ein Stromabnehmer mit Kettenantrieb, der sich besonders tief absenken lässt, verwendet werden. Bei diesen Lokomotiven ist keine österreichische Zugbeeinflussung eingebaut, sie konnten deshalb nur unter speziellen Bedingungen auf anderen österreichischen und deutschen Strecken eingesetzt werden. Nachdem die mit Indusi ausgerüsteten Re 421 von SBB Cargo die Traktion der EC-Züge übernommen hatten, wurden die sechs Re 420 bis 2006 normalisiert.

#### Re 421

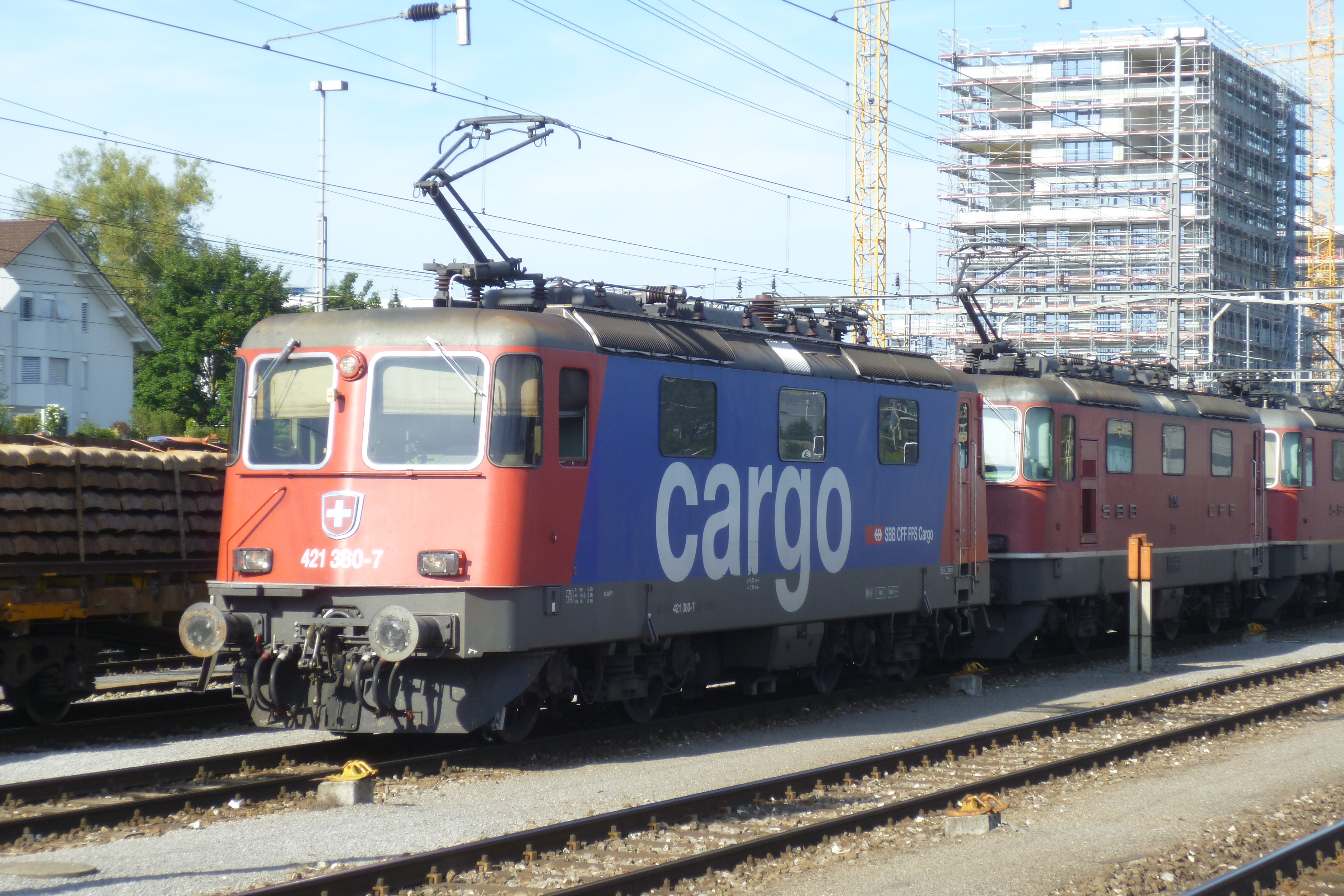
SBB Re 421 380-7 mit Cargo-Anstrich.
Diese Untergattung ist adaptiert für den Einsatz in Deutschland.

Die Re 421 entstanden durch Umbau der neuesten Serie der Re 4/4II und sind auch in Deutschland zugelassen.
Die Vorbereitungen zur Zulassung in Deutschland begannen 1999. Zu diesem Zweck erhielten sie die deutsche Zugbeeinflussung Indusi (PZB/LZB, ausser 421 397 nur PZB) und einen Stromabnehmer mit breiterer Wippe gemäss deutscher Vorschrift. Dieser Stromabnehmer beschränkt allerdings die Höchstgeschwindigkeit (in Deutschland) auf 120 km/h. Auch die Radsätze (mit aufgezogenen Radreifen) hätten in Deutschland nur nach einem zusätzlichen Zulassungsverfahren für 140 km/h freigegeben werden können. Eine entsprechende Aufrüstung wäre unverhältnismässig teuer zu stehen gekommen, zumal eine Vmax von 120 km/h für Einsätze im Güterverkehr vollkommen ausreicht.
Der Umbau für Einsätze in Deutschland beschränkte sich auf die Re 4/4II der neuesten Serie, weil die Hersteller nur bei diesen Loks die vom deutschen Eisenbahn-Bundesamt (EBA) verlangte Asbest-Freiheit zusicherten.
Die ursprünglich 26 Re 421 371 … 397 (ohne 382) gehörten SBB Cargo und wurden überwiegend von SBB Cargo Deutschland eingesetzt. Ab 2014 wurden die Einsätze in Deutschland geringer und die Lokomotiven verkehrten vermehrt wieder in der Schweiz.
Für die Bespannung der EuroCity-Züge Zürich–München waren einige Re 421 von Personenverkehr angemietet. Seit dem 1. Januar 2015 durften diese Züge nur mit den Re 421 371, 379, 383, 392 und 394 mit UIC-18-Türsteuerung bespannt werden. Zwischen St. Margrethen und dem Kopfbahnhof Lindau fahren sie unter Fahrleitung und mit Zugbeeinflussung nach ÖBB-Norm, welche funktional mit den deutschen Vorgaben übereinstimmt.

#### TEE-Lokomotiven

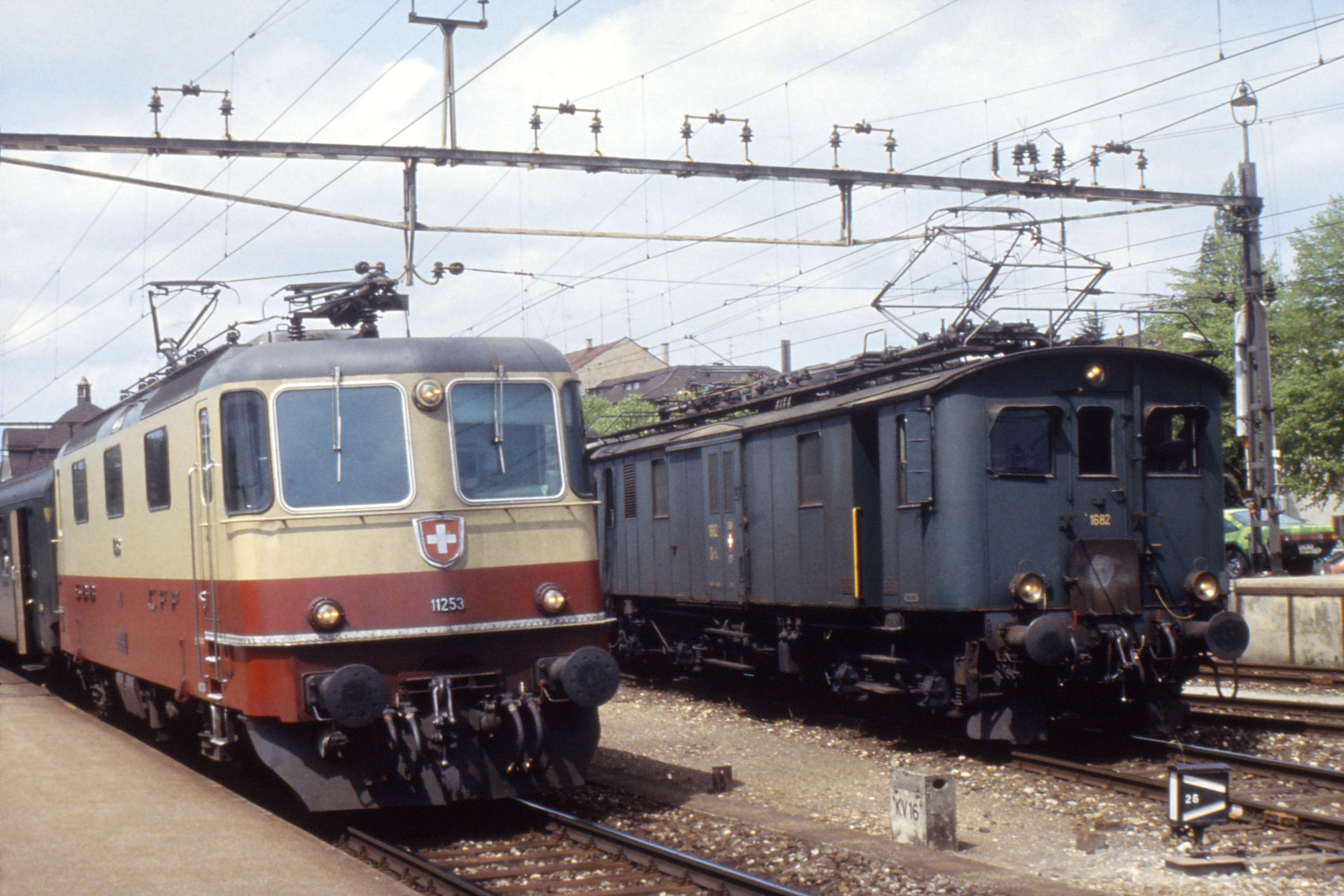
Re 4/4^{II} TEE 11253

- Re 4/4II 11158-11161 und 11249-11253

Einige Re 4/4II wurden mit einer TEE-Lackierung für die Bespannung von TEE-Lokzügen versehen. Hauptsächlich drängte sich diese Farbgebung für Zugskompositionen mit crème-bordeauxroten Wagen der DB (TEE Helvetia und Roland) und der FS (TEE Lemano) auf, die Maschinen zogen jedoch auch die silberfarbenen französischen INOX-Wagen des TEE Cisalpin. Die nicht für TEE-Züge benötigten Loks wurden freizügig auch für andere Leistungen eingesetzt.

#### Wappen-Lokomotiven
- Re 4/4II 11239 «Porrentruy»
- Re 4/4II 11278 «Cham»

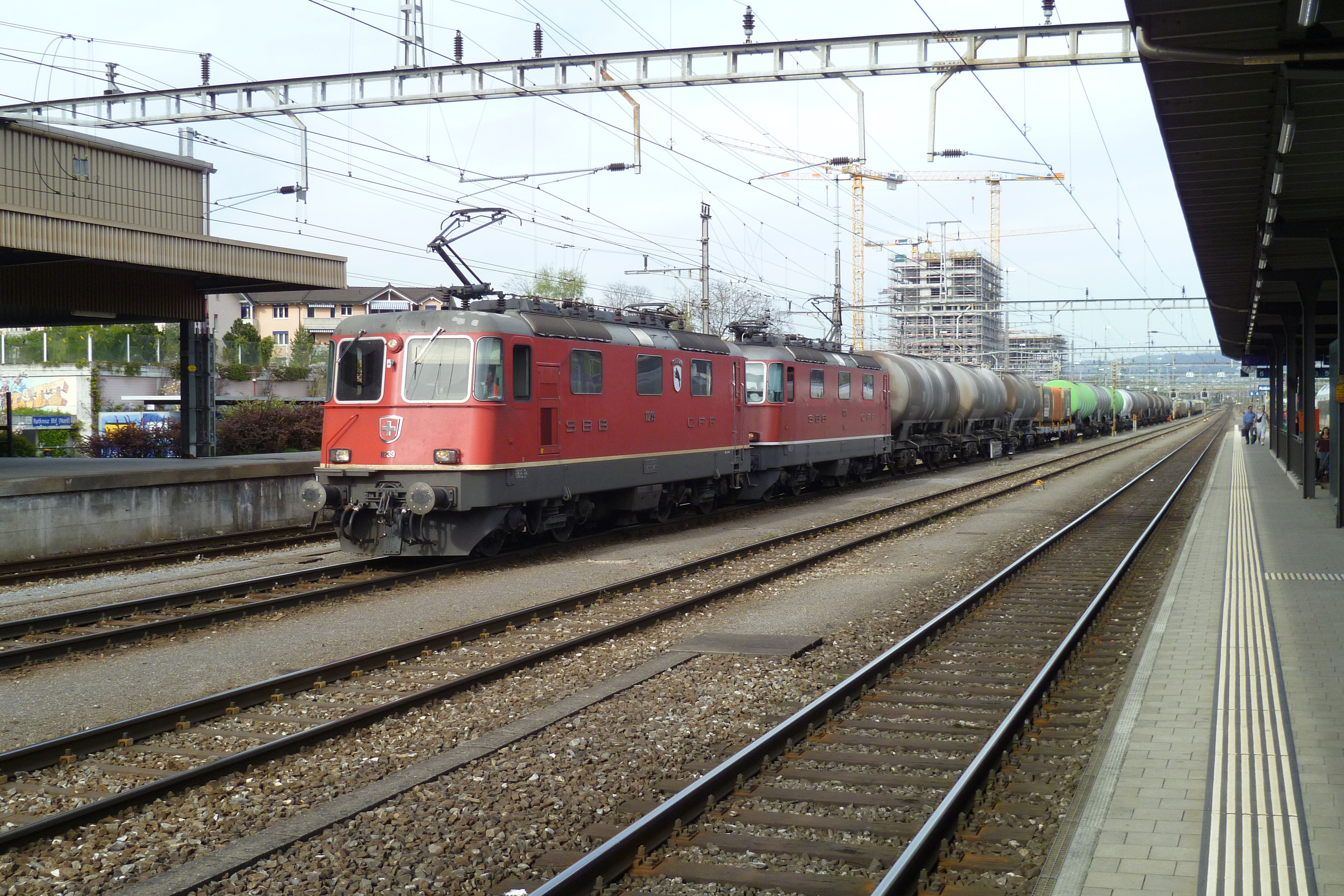
Re 4/4^{II} 11239 «Porrentruy»

Zwei Re 4/4II besitzen ein Gemeindewappen. Die Lokomotive 11239 erhielt das Wappen von Porrentruy. Sie erbte es von der Ae 6/6 11483, die nach Gründung des Kantons Jura von der «Städtelok Porrentruy» zur «Kantonslok Jura» aufstieg. Als zweite Re 4/4II mit Gemeindewappen erhielt die Lokomotive 11278 das Wappen von Cham ZG. Sie übernahm es von der Re 6/6 11673, welche im Mai 2015 in Erstfeld in eine Flankenfahrt verwickelt war und als Ersatzteilspender ausrangiert wurde.

#### Funkfernsteuerungslokomotiven Ref 4/4II
Die mit einer Versorgungsstation zur Funkfernsteuerung einer SBB Re 460 ausgerüsteten Lokomotiven tragen ein kleines «f» in der Typenbezeichnung. Diese Steuerungsart kam jedoch nie aus dem Versuchsstadium und ist seit der Abgabe aller Re 460 an den Personenverkehr ohnehin nicht mehr möglich.

#### ETCS-Ausrüstung
Für den ETCS-Versuchsbetrieb auf der Strecke Zofingen–Sempach (2001–2003, voll operationell von April 2002 bis November 2003) erhielten die Lokomotiven 11265 bis 11298 (exkl. der bereits ausrangierten 11282) eine ETCS-Fahrzeugausrüstung von Bombardier und ein weisses, auf der Spitze stehendes Dreieck unter dem Seitenfenster.
Die nun für den regulären («ETCS Level 2»)-Betrieb auf Neubaustrecken mit Alstom-Fahrzeuggeräten ausgerüsteten Lokomotiven sind mit einem weissen Dreieck gekennzeichnet.
38 weitere Lokomotiven wurden zur ETCS-Inbetriebnahme der Gotthardbahn bis 2015 mit ETCS von Siemens ausgerüstet, die Loks bei SBB Cargo erhielten wieder ein weisses Dreieck.

#### Klimaanlage

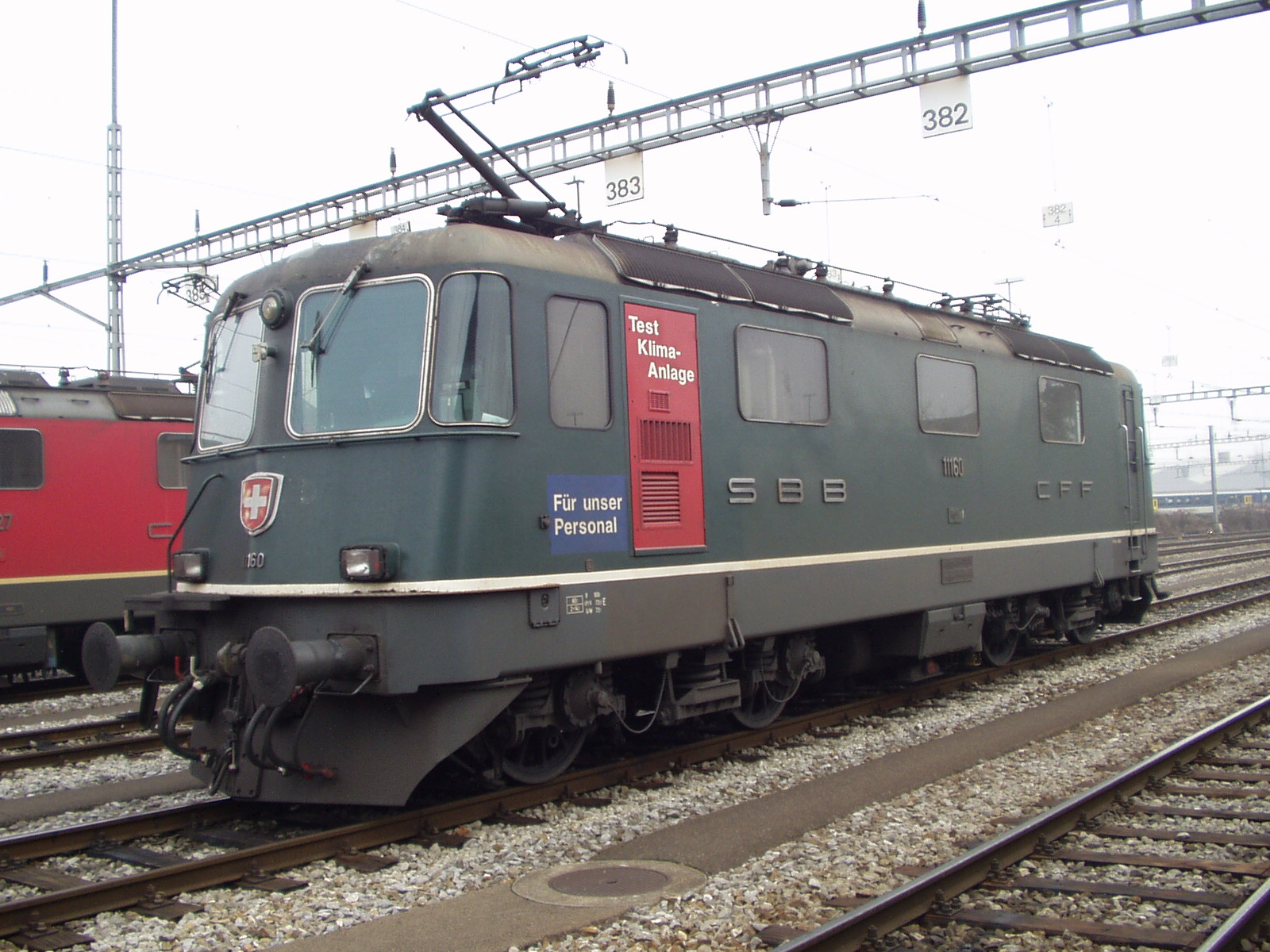
Die Nummer 11160 war die erste Lokomotive mit Klimaanlage.

Ein erster Versuch begann im Mai 1993. Bei der Re 4/4II 11218 wurden auf den Dächern über den Führerständen Führerraum-Klimageräte aufgebaut. Es blieb allerdings bei diesem Einzelgänger. Die Klimageräte wurden später wieder entfernt.
Zu einem weiteren Versuch kam es 2002. Vom IW Bellinzona wurden auf der Re 4/4II 11160 hinter jedem Führersitz (im Maschinenraum) ein Klimagerät eingebaut. Eine Seitenwand des Maschinenraums erhielt zusätzlich noch eine Servicetüre.
Im September 2003 folgten die Re 4/4II 11162, 11242 und 11386.
Nach befriedigenden Versuchsergebnissen bewilligte der Verwaltungsrat der SBB im Juli 2004 einen Kredit von 60 Millionen Franken. Mit diesem Kredit sollen alle Re 420 und Re 430 mit einer Führerstandsklimaanlage ausgerüstet werden. Ab Mitte 2006 wurde schon die hundertste Klimaanlage im IW Biel eingebaut. Die Re 421 erhielten keine Klimaanlage, weil sie sonst erneut das Zulassungsverfahren in Deutschland durchlaufen müssten.

#### Modernisierungsprogramm LION

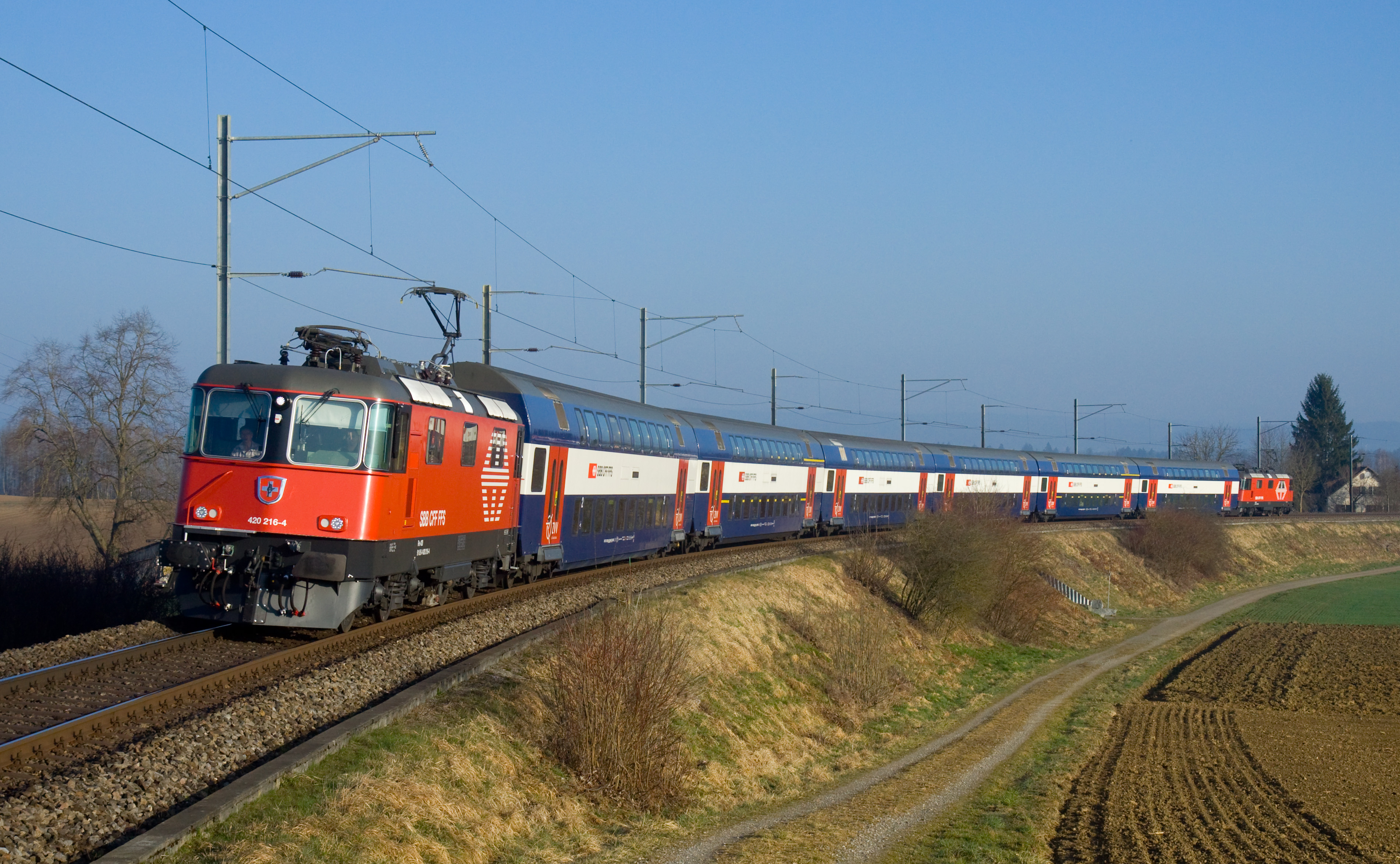
Zwei modernisierte Re 420 mit HVZ-Doppelstock-Zug

Für die Bedürfnisse der Zürcher S-Bahn wurden von 2011 bis 2016 30 Maschinen von SBB Personenverkehr (11201–11230) im SBB-Industriewerk Bellinzona erneuert. Sie erhielten dabei eine Vielfachsteuerung Vst 6c (zusätzlich zur vorhandenen IIId), eine 18-polige UIC-Leitung, eine neue Verkabelung mit brandhemmendem Material, neue Batterieladegeräte, Geschwindigkeitsmessanlagen vom Typ Hasler TELOC 1500, Führerstandsanzeigen und Geschwindigkeitsanzeiger vom Typ Hasler SPEEDO. Äusserlich erkennbar sind die neuen LED-Scheinwerfer, Rechteck-Puffer, die WBL-85-Stromabnehmer (von den Re 460, die Stromabnehmer vom Typ Faiveley AX erhalten), die wegfallenden Chrombuchstaben «SBB–CFF» bzw. «SBB–FFS» und die neue Farbgebung, die an die der Re 460 angelehnt ist. Bei der Zürcher S-Bahn werden sie seit Dezember 2011 in Doppeltraktion an Kopf und Ende von Doppelstockzügen zu sechs oder zehn ebenfalls erneuerten Wagen für Zusatzzüge in der Hauptverkehrszeit eingesetzt.

#### Automatische Kupplung

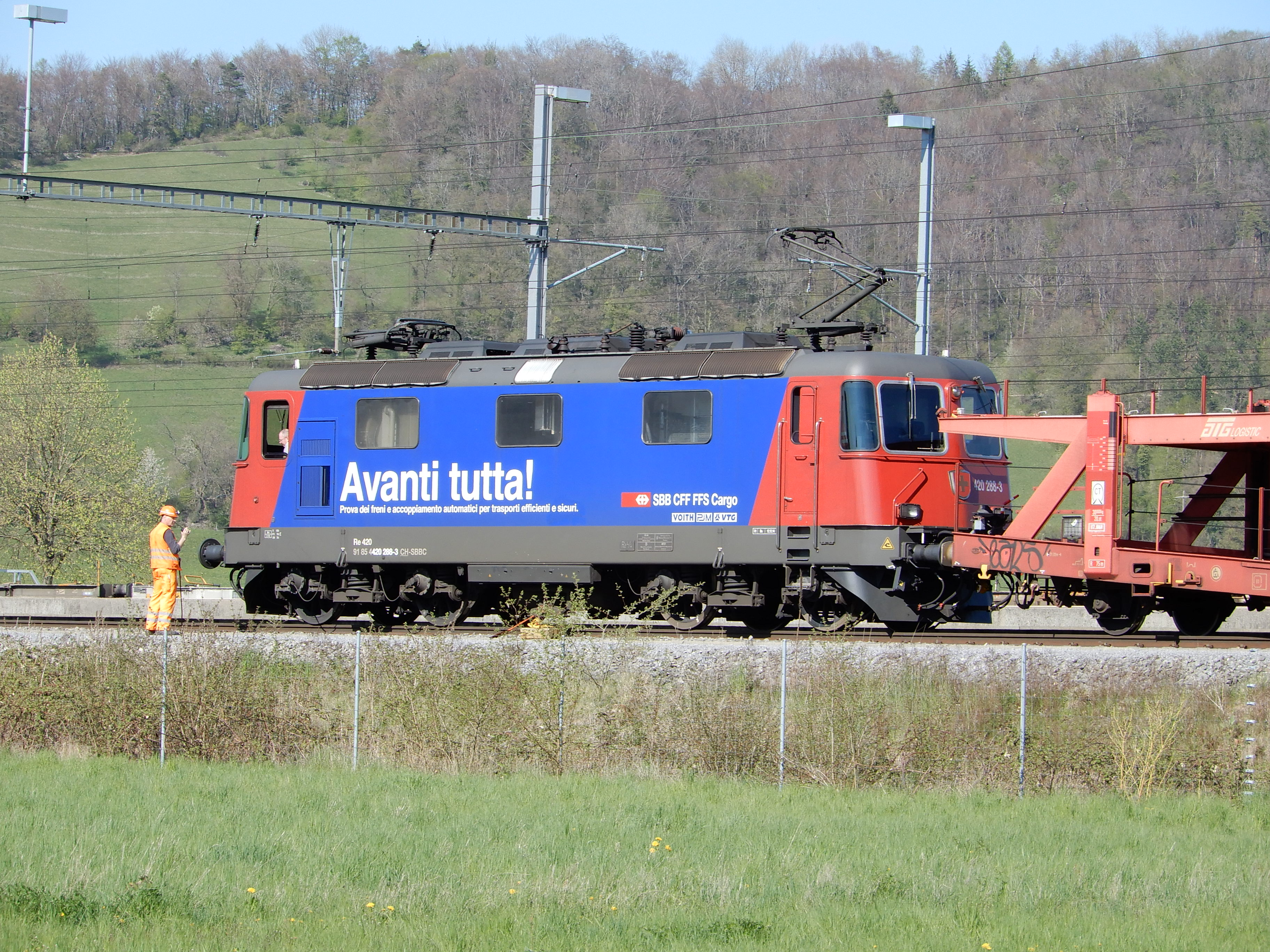
Re 420 288 mit spezieller Werbung für die Hybridkupplung in Lupfig

Die Re 420 280 wurde im August 2018 als Prototyp mit der neuen Hybridkupplung CargoFlex Typ Scharfenberg von Voith ausgerüstet und hat eine spezielle Anschrift «Vorwärts!» auf einer Seite und «En avant toute!» auf der anderen Seite erhalten. Es wurden bisher 19 Lokomotiven mit dieser Kupplung ausgerüstet. Sie ist Bestandteil des Automationsprojekts Ein-Personen-Rangierbetrieb von SBB Cargo. Die Re 420 288 hat als zweite Lokomotive ebenfalls die speziellen Anschriften erhalten, im Gegensatz zur Re 420 280 auf einer Seite aber in italienisch «Avanti tutta!».

## Besitzerwechsel und ausrangierte Lokomotiven

### Übernahmen

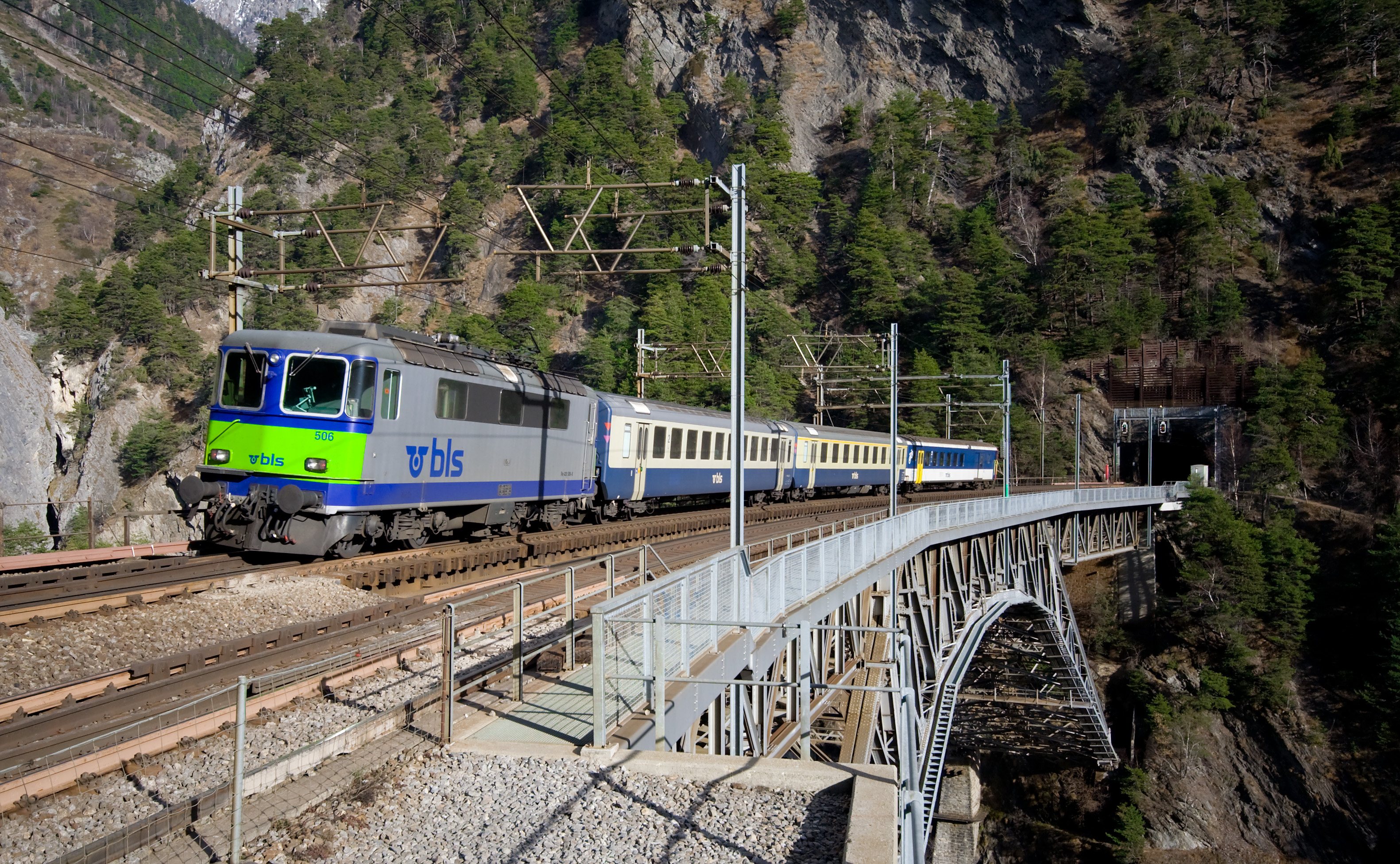
Re 420.5 in BLS-Diensten

- Die Re 4/4 21 der ehemaligen Mittelthurgaubahn ging in den Besitz der SBB über und erhielt die Nummer der ausrangierten 11172.
- Sechs der Re 420 wurden im Dezember 2004 an die BLS verkauft und verkehrten dort als Re 420 501 bis Re 420 506. Es waren dies die grünen 11110, 11117, 11119, 11123, 11137 und 11142. Ende 2005 wurden weitere sechs Maschinen an die BLS verkauft, die 11107 und die Prototypen 11102–11106. Sie liefen bei der BLS als Re 420 507 und 508–512. Seit Ende 2009 werden die Re 420 507–512 nicht mehr eingesetzt. Mit der Re 420 510 (ehemals SBB Re 4/4II 11104) wurde im Februar 2010 in Emmen die erste Maschine verschrottet, die nicht durch einen Brand oder Unfallschaden schwer beschädigt wurde. Im Juni 2010 wurden die übrigen fünf Loks ebenfalls in Emmen verschrottet, so dass nun die ehemaligen 11102–07 verschwunden sind. Die Re 420 501 wurde inzwischen an den Verein extrazug.ch verkauft[13], wo sie wieder als Re 420 110 (Re 4/4II 11110) läuft. Die Re 420 502 und 504 wurden an WRS verkauft und die Re 420 505 verschrottet.
- Im Januar 2013 gingen die Re 420 503 und 506 auf Travys und MBC über, wobei sie ihre Nummern behielten.
- Im Januar 2018 wurden die Re 421 373 und 381 an die Widmer Rail Services (WRS) verkauft.[14]
- Im September 2019 wurden die Re 421 387 und 393 an die International Rolling Stock Investment (IRSI) verkauft.[15]
- Im November 2019 wurde die Re 420 503 von Travys an das unter anderem im Gleisbau tätige Unternehmen Sersa verkauft.[16]
- Im Mai 2021 wurde die 421 379 an den Verein Dampflok-Depot Full verkauft.[17]
- Im August 2022 wurden die 421 371 und 383 an die Umwelt- und Transportlogistik GmbH (UTL) verkauft.[18]
- Im September 2022 wurde die 420 297 an die Railcare verkauft, nachdem sie am 2. November 2021 bei einer Rangierkollision in Wangen bei Olten beschädigt und danach abgestellt wurde.[19]
- Im Dezember 2022 wurde die 420 141 an den Verein Depot und Schienenfahrzeuge Koblenz (DSF) verkauft.[19]
- Im Dezember 2023 wurde die 420 268 an die Sersa verkauft, nachdem sie bereits seit etwa zwei Jahren dort im Einsatz war. Seit September 2023 hat sie eine entsprechende Lackierung erhalten.[20]

Seit 2021 werden die Re 420 im Internetshop der SBB für Preise ab CHF 450'000 zum Verkauf angeboten.

### Ausrangierungen
Folgende Lokomotiven aus dem Bestand der SBB wurden inzwischen ausrangiert. Nicht aufgeführt werden Lokomotiven, die verkauft wurden und sich nach wie vor im regulären Einsatz befinden:
| Nummer (Auslieferung) | Nummer (zuletzt) | Abbruch           | Quelle                      | Grund              | Letzter Zustand                      | Anmerkungen |
| --------------------- | ---------------- | ----------------- | --------------------------- | ------------------ | ------------------------------------ | --- |
| 11101                 |                  | 1. Mai 2014       |                             | Altersbedingt      | Abbruch (Birmensdorf)                | Wurde Mai 2013 remisiert und am 22. April 2015 abgebrochen. |
| 11102                 | 420 508          | 2009/2010         |                             | Altersbedingt      | Abbruch (2009/2010)                  | 2005 Verkauf an BLS. |
| 11103                 | 420 509          | 2009/2010         |                             | Altersbedingt      | Abbruch (2009/2010)                  | Ex Swiss Express. 2005 Verkauf an BLS. |
| 11104                 | 420 510          | 2009/2010         |                             | Altersbedingt      | Abbruch (2009/2010)                  | 2005 Verkauf an BLS. Erste Re 4/4II, die altersbedingt verschrottet wurde. |
| 11105                 | 420 511          | 2009/2010         |                             | Altersbedingt      | Abbruch (2009/2010)                  | 2005 Verkauf an BLS. |
| 11106                 | 420 512          | 2009/2010         |                             | Altersbedingt      | Abbruch (2009/2010)                  | Ex-Swiss Express. 2005 Verkauf an BLS. |
| 11107                 | 420 507          | 2009/2010         |                             | Altersbedingt      | Abbruch (2009/2010)                  | 2005 Verkauf an BLS. |
| 11113                 |                  | 2004              | [ 23 ]                      | Unfall             | Abbruch (Kaiseraugst)                | Führte am 24. Oktober 2003 den Zug 1629, der im Bahnhof Oerlikon mit dem Zug 2583 zusammenstiess. Nach Freigabe durch die Untersuchungsbehörden verschrottet. |
| 11115                 | 420 115          | April 2025        | [ 24 ]                      | Altersbedingt      |                                      | – |
| 11118                 | 420 118          | April 2025        | [ 24 ]                      | Altersbedingt      |                                      | – |
| 11120                 |                  | Juni 2019         | [ 25 ]                      | Altersbedingt      | Abbruch (Lugano)                     | Zuletzt als Waschlok in Basel eingesetzt. |
| 11121                 |                  | 13. Dezember 2024 | [ 26 ]                      | Altersbedingt      | Abbruch (Davesco)                    | – |
| 11122                 |                  | 15. Oktober 2021  | [ 27 ]                      | Altersbedingt      | Abbruch (Davesco)                    | – |
| 11124                 |                  | 4. April 2022     |                             | Altersbedingt      | Abbruch (Davesco)                    | – |
| 11125                 |                  | 11. November 2021 |                             | Altersbedingt      | Abbruch (Davesco)                    | – |
| 11128                 |                  | 6. August 2021    | [ 28 ]                      | Altersbedingt      | Abbruch (Davesco)                    | – |
| 11129                 |                  | November 2021     | [ 29 ]                      | Altersbedingt      | Abbruch                              | Seit Herbst 2020 in Balsthal bei der OeBB zur Ausschlachtung als Ersatzteilspender für die 11173 des DSF. Danach wurde der Kasten auf der Strasse abtransportiert. |
| 11131                 |                  | 4. April 2022     |                             | Altersbedingt      | Abbruch (Davesco)                    | – |
| 11132                 |                  | 10. Dezember 2021 | [ 29 ]                      | Altersbedingt      | Abbruch (Davesco)                    | – |
| 11133                 |                  | 4. April 2025     | [ 30 ]                      | Altersbedingt      | Abbruch (Davesco)                    | – |
| 11134                 |                  | 10. Dezember 2021 | [ 29 ]                      | Altersbedingt      | Abbruch (Davesco)                    | – |
| 11135                 |                  | 18. Juni 2021     | [ 31 ]                      | Altersbedingt      | Abbruch (Davesco)                    | – |
| 11137                 | 420 505          | Juli 2019         |                             | Altersbedingt      | Abbruch (Ramsei)                     | 2004 Verkauf an BLS. |
| 11138                 |                  | 15. Oktober 2021  | [ 27 ]                      | Altersbedingt      | Abbruch (Davesco)                    | – |
| 11139                 | 420 139          | 22. März 2025     | [ 30 ]                      | Altersbedingt      | Abbruch (Emmenbrücke)                | – |
| 11140                 |                  | 31. März 2023     | [ 32 ]                      | Altersbedingt      | Abbruch (Davesco)                    | – |
| 11141                 | 420 141          | 18. Dezember 2022 | [ 19 ]                      |                    |                                      | Übernahme durch den Verein Depot und Schienenfahrzeuge Koblenz |
| 11147                 | 420 147          | 30. April 2024    | [ 33 ]                      | Altersbedingt      | Abbruch (Kaiseraugst)                | – |
| 11150                 |                  | 8. April 2021     | [ 34 ]                      | Altersbedingt      | Abbruch (Davesco)                    | – |
| 11151                 |                  | 8. April 2021     | [ 34 ]                      | Altersbedingt      | Abbruch (Davesco)                    | – |
| 11155                 |                  | 18. Juni 2021     | [ 31 ]                      | Altersbedingt      | Abbruch (Davesco)                    | – |
| 11160                 | 420 160          | April 2025        | [ 24 ]                      | Altersbedingt      |                                      | – |
| 11162                 | 420 162          | April 2025        | [ 24 ]                      | Altersbedingt      |                                      | – |
| 11163                 |                  | 31. März 2023     | [ 32 ]                      | Altersbedingt      | Abbruch (Davesco)                    | – |
| 11165                 |                  | 18. Februar 2021  | [ 35 ]                      | Altersbedingt      | Abbruch (Davesco)                    | – |
| 11166                 |                  | September 2019    | [ 36 ]                      | Altersbedingt      | Abbruch (Kaiseraugst)                | – |
| 11167                 | 420 167          | April 2025        | [ 24 ]                      | Altersbedingt      |                                      | – |
| 11168                 |                  | Mai 2018          | [ 37 ]                      | Altersbedingt      | Abbruch (Kaiseraugst)                | – |
| 11169                 | 420 169          | 22. Januar 2022   | [ 38 ]                      | Altersbedingt      | Abbruch (Emmenbrücke)                | – |
| 11170                 | 420 170          | Mai/Juni 2018     | [ 39 ]                      | Altersbedingt      | Abbruch (Lugano)                     | – |
| 11171                 |                  | Mai/Juni 2018     | [ 39 ]                      | Altersbedingt      | Abbruch (Lugano)                     | – |
| 11172                 |                  | Dezember 1978     |                             | Unfall             | Abbruch                              | Fuhr am 8. Dezember 1978 bei Vaumarcus mit einem Güterzug auf einen vor Signal stehenden anderen Güterzug auf. |
| 11173                 |                  | 15. August 2020   | [ 40 ]                      |                    | Historische Lokomotive (DSF Koblenz) | Übernahme durch den Verein Depot und Schienenfahrzeuge Koblenz. |
| 11174                 |                  | Mai 2018          | [ 37 ]                      | Altersbedingt      | Abbruch (Kaiseraugst)                | – |
| 11175                 |                  | Februar 2018      | [ 41 ]                      | Altersbedingt      | Abbruch (Kaiseraugst)                | – |
| 11176                 |                  | Februar 2018      | [ 41 ]                      | Altersbedingt      | Abbruch (Kaiseraugst)                | – |
| 11177                 |                  | Dezember 2018     | [ 42 ]                      | Altersbedingt      | Abbruch (Lugano)                     | – |
| 11178                 | 420 178          | 2./11. Juni 2021  | [ 43 ]                      | Altersbedingt      | Abbruch (Emmenbrücke)                | – |
| 11179                 |                  | 2016              | [ 44 ]                      | Unfall             | Abbruch (Kaiseraugst)                | Entgleiste am 1. April 2016 in Stein-Säckingen. |
| 11180                 |                  | Februar 2018      | [ 41 ]                      | Altersbedingt      | Abbruch (Kaiseraugst)                | – |
| 11182                 |                  | März/April 2018   | [ 45 ]                      | Altersbedingt      | Abbruch (Lugano)                     | – |
| 11183                 |                  | Dezember 2018     | [ 42 ]                      | Altersbedingt      | Abbruch (Lugano)                     | – |
| 11184                 |                  | 3. August 2015    | [ 46 ]                      | Unfall             | Abbruch                              | Kollision mit einem NPZ am 6. Oktober 2011. Dabei kippte sie zur Seite und wurde stark beschädigt. Per 14. September 2012 abgestellt und 2015 ausrangiert. |
| 11185                 |                  | 26. April 2018    |                             | Altersbedingt      | Abbruch (Lugano)                     | – |
| 11186                 | 420 186          | Mai 2018          | [ 37 ]                      | Altersbedingt      | Abbruch (Kaiseraugst)                | – |
| 11187                 |                  | September 2018    | [ 47 ]                      | Altersbedingt      | Abbruch (Lugano)                     | – |
| 11188                 |                  | Mai/Juni 2018     | [ 39 ]                      | Altersbedingt      | Abbruch (Lugano)                     | – |
| 11189                 |                  | 9. Februar 2018   |                             | Altersbedingt      | Abbruch (Kaiseraugst)                | – |
| 11190                 |                  | März/April 2018   | [ 45 ]                      | Altersbedingt      | Abbruch (Lugano)                     | – |
| 11231                 |                  | September 2019    | [ 36 ]                      | Altersbedingt      | Abbruch (Kaiseraugst)                | – |
| 11232                 | 420 232          | April 2025        | [ 24 ]                      | Altersbedingt      |                                      | – |
| 11233                 | 420 233          | 10. Juni 2023     | [ 48 ]                      | Altersbedingt      | Abbruch (Emmenbrücke)                | – |
| 11234                 |                  | 13. Dezember 2024 | [ 26 ]                      | Altersbedingt      | Abbruch (Davesco)                    | – |
| 11236                 | 420 236          | 22. Januar 2022   | [ 38 ]                      | Altersbedingt      | Abbruch (Emmenbrücke)                | – |
| 11237                 |                  | August 2018       | [ 49 ]                      | Altersbedingt      | Abbruch (Lugano)                     | – |
| 11239                 |                  | 22. März 2025     | [ 30 ]                      | Altersbedingt      | Abbruch (Emmenbrücke)                | – |
| 11241                 | 420 241          | April 2025        | [ 24 ]                      | Altersbedingt      |                                      | – |
| 11242                 | 420 242          | 22. Oktober 2022  | [ 50 ]                      | Altersbedingt      | Abbruch (Emmenbrücke)                | – |
| 11246                 | 420 246          | April 2025        | [ 24 ]                      | Altersbedingt      |                                      | – |
| 11262                 | 420 262          | April 2025        | [ 24 ]                      | Altersbedingt      |                                      | – |
| 11272                 | 420 272          | 26. November 2022 | [ 51 ]                      | Altersbedingt      | Abbruch (Emmenbrücke)                | – |
| 11274                 |                  | August 2015       | [ 52 ]                      | Unfall             | Abbruch                              | Am 3. Februar 2010 kollidierte im RB Basel ein rangierender Lokzug bestehend aus der Re 6/6 11622 und der Re 4/4II 11272 mit abgestellten Lokomotiven. Die vorderste abgestellte Lokomotive Re 4/4II 11274 wurde dabei so stark beschädigt, dass sie im August 2015 verschrottet wurde. |
| 11276                 | 420 276          | 8. Oktober 2022   | [ 53 ]                      | Altersbedingt      | Abbruch (Emmenbrücke)                | – |
| 11282                 |                  | Dezember 1975     |                             | Unfall             | Abbruch                              | Die Lokomotive führte mit T2S-Schlafwagen für die DB Versuchsfahrten bis 160 km/h zwischen Chur und Landquart durch. Bei einer Fahrt ab Chur am 30. Oktober 1975 wurden die Bremshähne nicht geöffnet. Entgegen den Vorschriften wurde der Versuchszug am Einfahrsignal gestellt. Mit der Bremskraft der Lokomotive allein konnte der Zug nicht angehalten werden, er prallte in einen von der Ae 4/7 10906 geführten Güterzug mit Tankwagen, der sein Gleis querte. Die erst zwei Jahre alte Lokomotive brannte aus. |
| 11285                 | 420 285          | April 2025        | [ 24 ]                      | Altersbedingt      |                                      | – |
| 11290                 | 420 290          | 26. November 2022 | [ 51 ]                      | Altersbedingt      | Abbruch (Emmenbrücke)                | – |
| 11292                 | 420 292          | Dezember 2023     | [ 20 ]                      | Altersbedingt      | Abbruch (Kaiseraugst)                | – |
| 11293                 | 420 293          | 8. Oktober 2022   | [ 53 ]                      | Altersbedingt      | Abbruch (Emmenbrücke)                | – |
| 11296                 | 420 296          | April 2025        | [ 24 ]                      | Altersbedingt      |                                      | – |
| 11297                 | 420 297          | September 2022    | [ 19 ]                      | Unfallbedingt      |                                      | 2. November 2021 Rangierkollision in Wangen bei Olten, 9. Juni 2022 abgestellt, September 2022 Verkauf an Railcare |
| 11298                 | 420 298          | 26. November 2022 | [ 51 ]                      | Altersbedingt      | Abbruch (Emmenbrücke)                | – |
| 11305                 | 420 305          | 8. Oktober 2022   | [ 53 ]                      | Altersbedingt      | Abbruch (Emmenbrücke)                | – |
| 11307                 | 420 307          | April 2025        | [ 24 ]                      | Altersbedingt      |                                      | – |
| 11308                 |                  | Juli 2018         | [ 54 ]                      | Altersbedingt      | Abbruch (Lugano)                     | – |
| 11309                 |                  | August 2018       | [ 49 ]                      | Altersbedingt      | Abbruch (Lugano)                     | – |
| 11310                 | 420 310          | 26. August 2023   | [ 55 ]                      | Altersbedingt      | Abbruch (Emmenbrücke)                | – |
| 11311                 |                  | Mai/Juni 2018     | [ 39 ]                      | Altersbedingt      | Abbruch (Lugano)                     | – |
| 11312                 |                  | Oktober 1985      |                             | Unfall             | Abbruch                              | Kollidierte am 14. September 1985 bei Bussigny, zwischen Renens und Denges, nach Überfahren eines roten Signals, mit den beiden vielfachgesteuerten Ae 4/7 10940 und 11011. Abbruch der 4-jährigen Lokomotive. |
| 11313                 | 420 313          | 22. Januar 2022   | [ 38 ]                      | Altersbedingt      | Abbruch (Emmenbrücke)                | – |
| 11314                 | 420 314          | 26. August 2023   | [ 55 ]                      | Altersbedingt      | Abbruch (Emmenbrücke)                | – |
| 11315                 |                  | Februar 2019      | [ 56 ]                      | Altersbedingt      | Abbruch (Lugano)                     | – |
| 11316                 | 420 316          | Februar 2023      | [ 57 ]                      | Altersbedingt      | Ausgeschlachtet (Bellinzona)         | – |
| 11317                 | 420 317          | September 2018    | [ 58 ] [ 59 ] [ 58 ] [ 47 ] | Technischer Defekt | Abbruch (Lugano)                     | Geriet als Zuglok des Briefpostzuges Genève-Zürich Mülligen am 16. Februar 2018 zwischen Lenzburg und Othmarsingen in Brand. |
| 11318                 |                  | 22. März 2025     | [ 30 ]                      | Altersbedingt      | Abbruch (Emmenbrücke)                | Der Führerstand wurde abgetrennt und wird im Eisenbahnbetriebslabor (ebl-schweiz.ch) aufbereitet und dort als Simulator weiter verwendet. |
| 11319                 | 420 319          | April 2025        | [ 24 ]                      | Altersbedingt      |                                      | – |
| 11320                 | 420 320          | 26. November 2022 | [ 51 ]                      | Altersbedingt      | Abbruch (Emmenbrücke)                | – |
| 11321                 | 420 321          | 10. Juni 2023     | [ 48 ]                      | Altersbedingt      | Abbruch (Emmenbrücke)                | – |
| 11323                 |                  | 1. Juli 2005      |                             | Technischer Defekt | Abbruch (Kaiseraugst)                | Am 23. März 2005 infolge eines technischen Defektes (Stufenschalterexplosion) in Arth-Goldau ausgebrannt. Lokkasten in der zweitletzten Augustwoche zur Verschrottung überführt. |
| 11325                 | 420 325          | April 2025        | [ 24 ]                      | Altersbedingt      |                                      | – |
| 11326                 | 420 326          | 8. April 2023     | [ 32 ]                      | Altersbedingt      | Abbruch (Emmenbrücke)                | – |
| 11327                 | 420 327          | April 2025        | [ 24 ]                      | Altersbedingt      |                                      | – |
| 11328                 | 420 328          | 8. April 2023     | [ 32 ]                      | Altersbedingt      | Abbruch (Emmenbrücke)                | – |
| 11329                 | 420 329          | 10. Juni 2023     | [ 48 ]                      | Altersbedingt      | Abbruch (Emmenbrücke)                | – |
| 11330                 | 420 330          | 10. Juni 2023     | [ 48 ]                      | Altersbedingt      | Abbruch (Emmenbrücke)                | – |
| 11333                 |                  | 2016              | [ 60 ] [ 61 ]               | Unfall             | Abbruch                              | Kollision zweier Güterzüge seitlich im Bahnhof Erstfeld am 13. Mai 2015 kurz nach Mitternacht. Die Lokomotive, die zusammen mit der Re 6/6 11673 einen Zug führte, wurde so stark beschädigt, dass sie im Industriewerk Bellinzona ausgeschlachtet wurde. Überführung zum Schrotthändler am 21. Oktober 2016. |
| 11334                 | 420 334          | 18. Mai 2025      |                             | Unfall             | Abbruch (St. Gallen)                 | Die Lokomotive stiess gegen 2 Uhr am Montag, 18. Mai 2025 in der Nähe von St. Gallen St. Fiden mit einem Schienenbagger zusammen. Sie wurde beim Zusammenprall aus den Gleisen gehoben. Die Lokomotive wurde auf Diplory-Hilfsdrehgestellen abtransportiert. Die Unfalluntersuchungsbehörde SUST hat die Ermittlungen eingeleitet. |
| 11338                 | 420 338          | April 2025        | [ 24 ]                      | Altersbedingt      |                                      | – |
| 11343                 | 420 343          | 22. Oktober 2022  | [ 50 ]                      | Altersbedingt      | Abbruch (Emmenbrücke)                | |
| 11372                 | 421 372          | Ende März 2021    | [ 34 ]                      | Altersbedingt      | Abbruch (Kaiseraugst)                | – |
| 11375                 | 421 375          | 5. Dezember 2020  | [ 64 ]                      | Altersbedingt      | Abbruch (Kaiseraugst)                | – |
| 11376                 | 421 376          | 5. Dezember 2020  | [ 64 ]                      | Altersbedingt      | Abbruch (Kaiseraugst)                | – |
| 11377                 | 421 377          | 2./11. Juni 2021  | [ 43 ]                      | Altersbedingt      | Abbruch (Emmenbrücke)                | – |
| 11378                 | 421 378          | 2./11. Juni 2021  | [ 43 ]                      | Altersbedingt      | Abbruch (Emmenbrücke)                | – |
| 11380                 | 421 380          | 10. Juli 2021     | [ 31 ]                      | Altersbedingt      | Abbruch (Emmenbrücke)                | – |
| 11382                 |                  | 2. Juli 2002      |                             | Technischer Defekt | Abbruch                              | Nach einem Brand in der Leventina am 31. Januar 2002 ausrangiert. |
| 11384                 | 421 384          | 23. Dezember 2020 |                             | Altersbedingt      | Abbruch (Kaiseraugst)                | – |
| 11385                 | 421 385          | 10. Juli 2021     | [ 31 ]                      | Altersbedingt      | Abbruch (Emmenbrücke)                | – |
| 11386                 | 421 386          | 5. Dezember 2020  | [ 64 ]                      | Altersbedingt      | Abbruch (Kaiseraugst)                | – |
| 11388                 | 421 388          | 26. August 2023   | [ 55 ]                      | Altersbedingt      | Abbruch (Emmenbrücke)                | – |
| 11389                 | 421 389          | 23. Dezember 2020 |                             | Altersbedingt      | Abbruch (Kaiseraugst)                | |
| 11390                 | 421 390          | 10. Juli 2021     | [ 31 ]                      | Altersbedingt      | Abbruch (Emmenbrücke)                | – |
| 11391                 | 421 391          | 5. Dezember 2020  | [ 64 ]                      | Altersbedingt      | Abbruch (Kaiseraugst)                | – |
| 11392                 | 421 392          | Ende März 2021    | [ 34 ]                      | Altersbedingt      | Abbruch (Kaiseraugst)                | – |
| 11394                 | 421 394          | 2./11. Juni 2021  | [ 43 ]                      | Altersbedingt      | Abbruch (Emmenbrücke)                | – |
| 11395                 | 421 395          | 2017              | [ 65 ]                      | Unfall             | Abbruch (Kaiseraugst)                | Kollision des Güterzugs 63110 Gossau-RBL mit einem Baustellenfahrzeug westlich des Bahnhofs Winterthur am 7. Februar 2017 kurz nach 04:30. Der Führer wurde beim Aufprall tödlich verletzt. |
| 11396                 | 421 396          | Juli 2018         | [ 54 ]                      | Altersbedingt      | Abbruch (Lugano)                     | – |
| 11397                 | 421 397          | Februar 2019      | [ 56 ]                      | Altersbedingt      | Abbruch (Lugano)                     | – |

Anmerkungen:
1. ↑  leer, falls Auslieferungsummer sich nicht änderte.
2. ↑  Vor 2018: Ausrangierungsdatum.
3. 1 2 3 4 5 6 7 8 9 10 11 12 13 14 15 16  als ausrangiert gemeldet
4. 1 2 3 4 5 6 7 8 9 10 11 12 13 14 15 16 17 18 19 20 21 22 23 24 25 26 27  nach Entnahme von Ersatzteilen.
5. ↑  Die Nummer 11172 wurde 2003 von der ehemaligen MThB Re 4/4II 21 übernommen, die Fabriknummernmässig zwischen den Loks 11215 und 11216 liegt.

### Zuteilung zu Güterverkehr und Personenverkehr
Mit der Divisionalisierung per 1. September 1999 gingen die Lokomotiven 11101-155, 181, 191–270 und 299–304 zur Division Personenverkehr und die 11156–171, 11173–180, 11182–190, 11271–298, 11305–311, 11313–349 und 11371–397 in die Division Güterverkehr. Ende 2002 kam die 11172 ex MThB zum Bestand Personenverkehr, ein Jahr später wurden die 11225–264 an SBB Cargo überschrieben. Ende 2004 wurden die 11225–230 gegen die 11265–270 getauscht und sechs Lokomotiven (Nummern siehe oben) an die BLS verkauft. Ende 2005 gingen die 11102–107 an die BLS und dafür kamen die 11156–159, 161 und 164 von Cargo zu Personenverkehr. Somit ist der aktuelle Bestand:
- Personenverkehr (Rangierdienst Basel): 11120
- Personenverkehr: 11108…159 (44 Stück), 161, 164, 172, 181, 191–230, 299–304
- SBB Cargo: 420 bzw. 11160, 162, 163, 165–171 173…179, 182…190, 231–281, 283–298, 305–311, 313–322, 324–349 und 421 371–381, 383–397. Die Loks 420 111, 115, 118, 139 und 147 gingen Anfang 2022 zu SBB Cargo, wo sie bis zu ihrer Ausrangierung blieben.

Je nach Bedarf ist immer eine gewisse Anzahl dieser Lokomotiven vermietet, vielfach von SBB Cargo an Personenverkehr, aber auch umgekehrt sowie von SBB Cargo an Dritte.

## Bilder

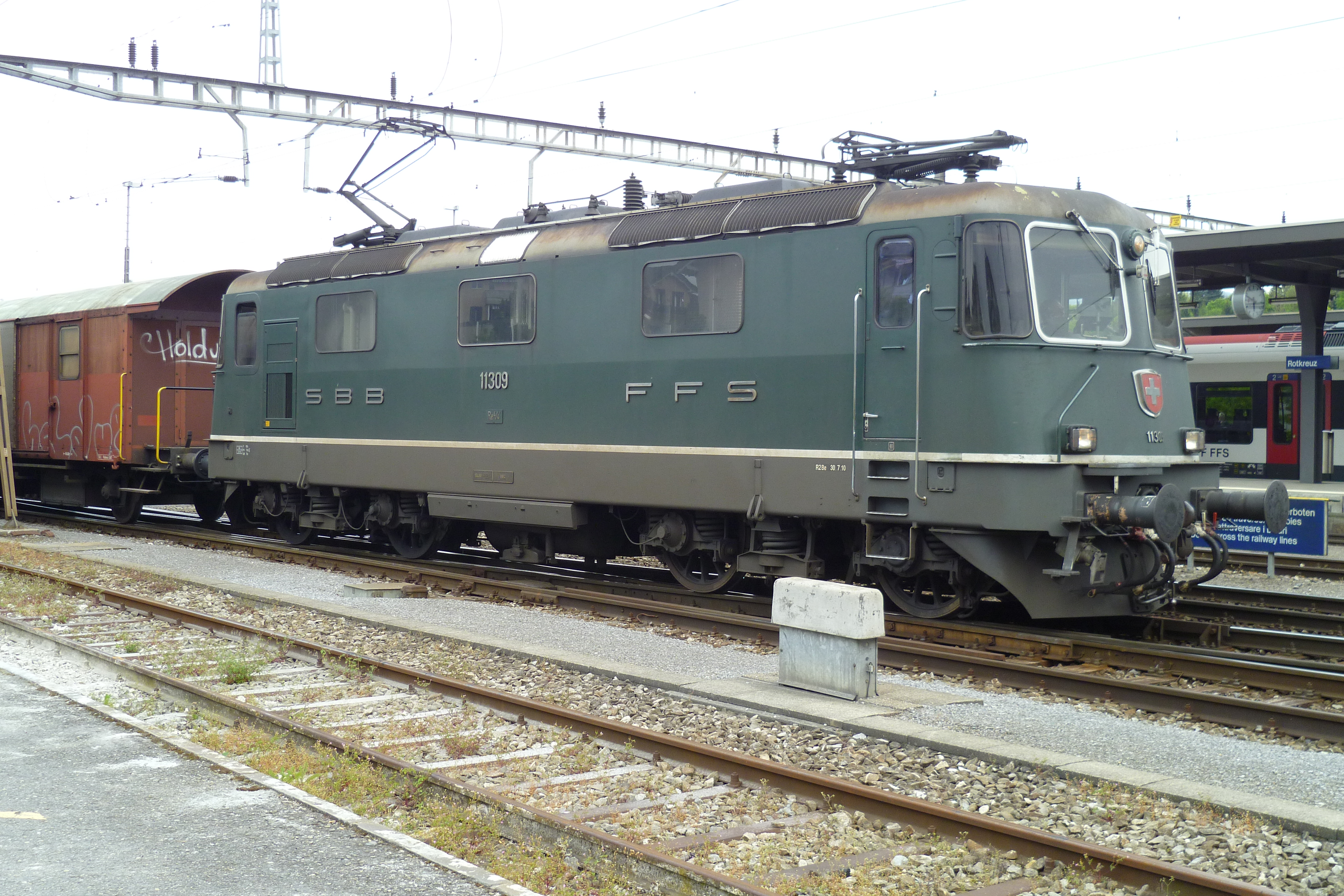
SBB Re 4/4II 11309 im alten Grün, aber mit Klimaanlage
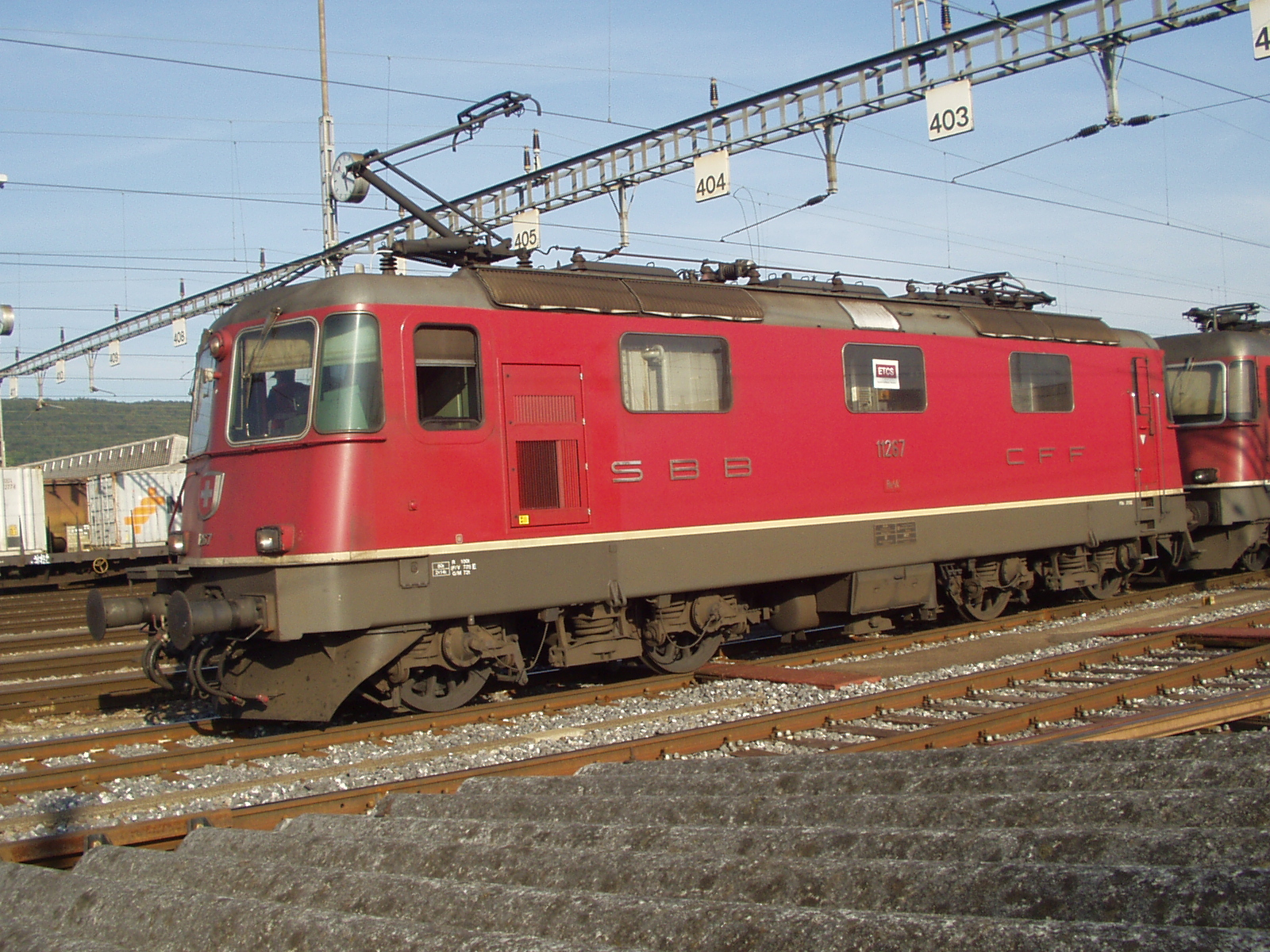
SBB Re 4/4II 11267 mit rotem Anstrich, Klimaanlage, Scheinwerfern und UIC-Stecker mit Treppe
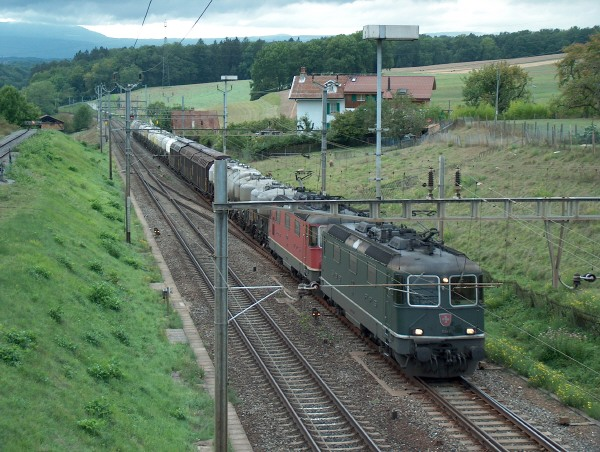
Doppeltraktion in Vielfachsteuerung vor Güterzug
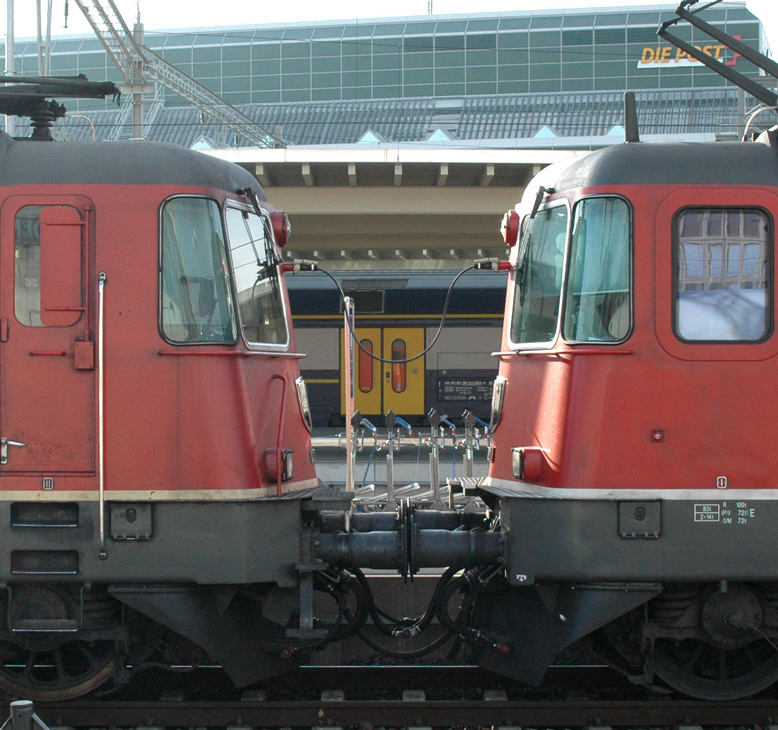
Stirnfronten der Re 4/4II der zweiten (links) und ersten Bauserie (rechts) in Vielfachsteuerung
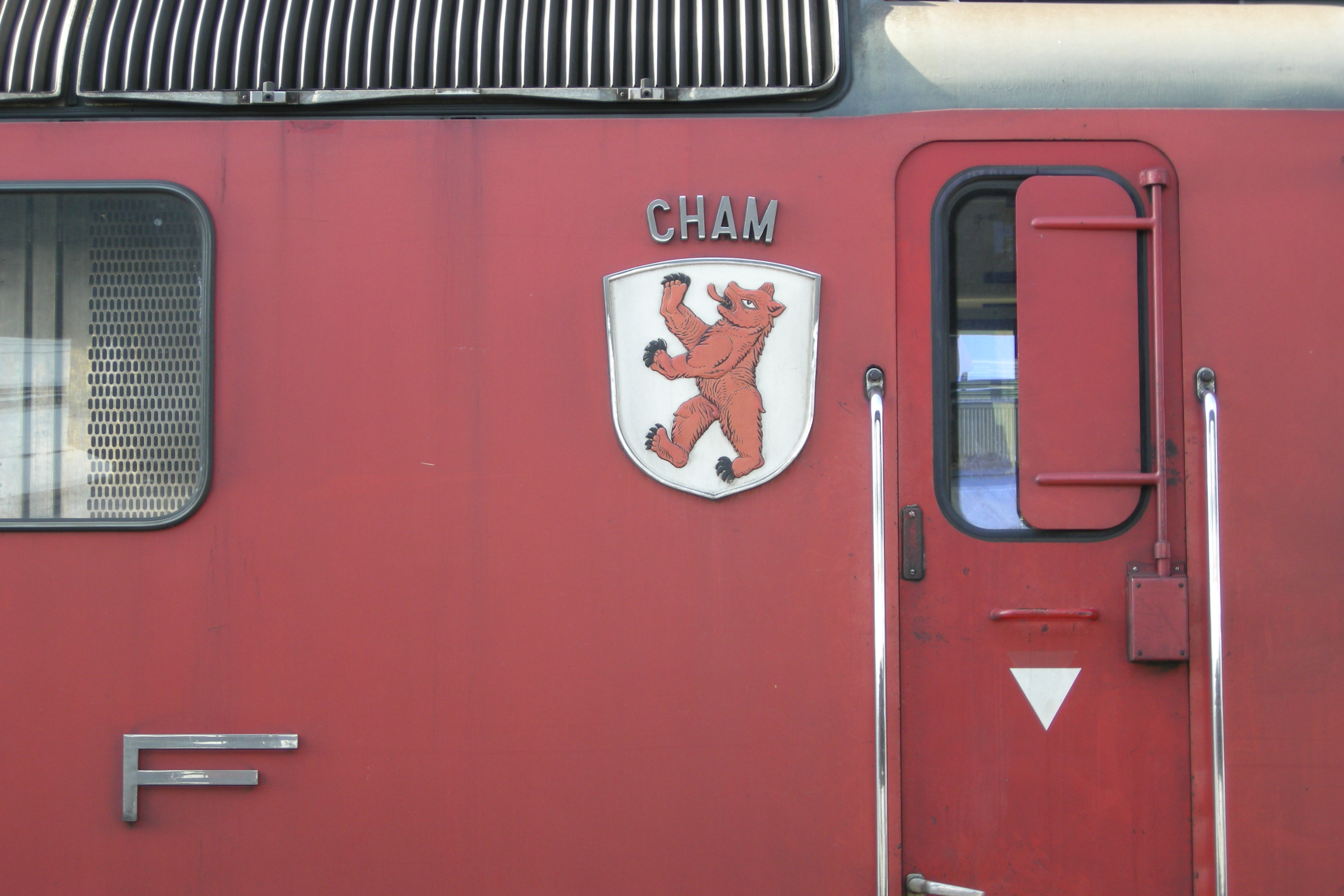
Wappen von Cham auf der Re 420 278